# Skyfire (webbläsare)
Skyfire är en mobil webbläsare för bland annat Symbian och Windows Mobile. Det är den första webbläsaren för Windows Mobile som kan tolka Flash-innehåll. Webbläsaren är endast tillgänglig för mobila enheter, som har lägre upplösning än vanliga datorer.